# Asociación de Hispanistas de Israel

La Asociación de Hispanistas de Israel (AHI) se creó el 21 de junio de 2007 en la sede del Instituto Cervantes de Tel Aviv con más de una treintena de profesores, investigadores e intelectuales relacionados con la lengua, literatura, historia y cultura de España, Portugal, América Latina y el mundo sefardí (ladino). La reunión fue convocada por los profesores Ruth Fine (Universidad Hebrea de Jerusalén), elegida primera presidenta de la asociación; Raanán Rein (Universidad de Tel Aviv), Aviva Dorón (Universidad de Haifa) y Tamar Alexander (Universidad Ben Gurión del Neguev).
La finalidad de la AHI es el desarrollo y difusión de los estudios hispánicos en Israel; el intercambio de información científica entre sus miembros; la organización de congresos trianuales y de cursos y jornadas; el estudio de asuntos de interés común referentes a las lenguas, las literaturas peninsulares e iberoamericanas y de los aspectos culturales relacionados con ellas; la publicación de las actas de dichos congresos, y también la colaboración con la Asociación Internacional de Hispanistas y con las diferentes asociaciones nacionales de hispanistas. Igualmente, dar mayor publicidad a la labor desarrollada por nuestros hispanistas, tanto en Israel como en el exterior, defender sus intereses, "dignificar" la profesión del hispanista en los niveles educativo y académico, así como en la sociedad israelí en general, y luchar por equiparar la enseñanza del español a la del inglés.
En 2017, hubo planes de crear una academia de ladino en Israel, que tuvo efecto el 20 de febrero de 2018 con la creación de la Academia Nasionala del Ladino. A partir de 2019, la academia será integrada a la ASALE y que tendrá su residencia en la ciudad de Jerusalén.
En 2019 se celebró el XX  congreso de la Asociación Internacional de Hispanistas en la Universidad Hebrea de Israel, siendo dirigido el evento por el AHI.